# 500 kilomètres de Magny-Cours FIA GT 2000
Navigation
Édition suivante
Les 500 kilomètres de Magny-Cours 2000 FIA GT, disputées le 22 octobre 2000 sur le circuit de Nevers Magny-Cours, sont la dixième et dernière manche du championnat FIA GT 2000.

## Course

### Classement de la course
| Pos.   | Catégorie | N° | Écurie                        | Pilotes                                               | Châssis                   | Pneus | Tours/Abandon |
| Pos.   | Catégorie | N° | Écurie                        | Pilotes                                               | Moteur                    | Pneus | Tours/Abandon |
| ------ | --------- | -- | ----------------------------- | ----------------------------------------------------- | ------------------------- | ----- | ------------- |
| 1      | GT        | 14 | Lister Storm Racing           | Jamie Campbell-Walter Julian Bailey                   | Lister Storm              | M     | 106           |
| 1      | GT        | 14 | Lister Storm Racing           | Jamie Campbell-Walter Julian Bailey                   | Jaguar 7.0L V12           | M     | 106           |
| 2      | GT        | 25 | Carsport Holland              | Mike Hezemans Tom Coronel                             | Chrysler Viper GTS-R      | M     | 106           |
| 2      | GT        | 25 | Carsport Holland              | Mike Hezemans Tom Coronel                             | Chrysler 8.0L V10         | M     | 106           |
| 3      | GT        | 11 | Paul Belmondo Racing          | Paul Belmondo Marc Duez                               | Chrysler Viper GTS-R      | D     | 106           |
| 3      | GT        | 11 | Paul Belmondo Racing          | Paul Belmondo Marc Duez                               | Chrysler 8.0L V10         | D     | 106           |
| 4      | GT        | 10 | Paul Belmondo Competition     | Anthony Kumpen Claude-Yves Gosselin                   | Chrysler Viper GTS-R      | D     | 105           |
| 4      | GT        | 10 | Paul Belmondo Competition     | Anthony Kumpen Claude-Yves Gosselin                   | Chrysler 8.0L V10         | D     | 105           |
| 5      | GT        | 15 | Lister Storm Racing           | Nicolaus Springer Philippe Favre                      | Lister Storm              | M     | 104           |
| 5      | GT        | 15 | Lister Storm Racing           | Nicolaus Springer Philippe Favre                      | Jaguar 7.0L V12           | M     | 104           |
| 6      | GT        | 3  | Freisinger Motorsport         | Michael Trunk Wolfgang Kaufmann                       | Porsche 911 GT2           | D     | 102           |
| 6      | GT        | 3  | Freisinger Motorsport         | Michael Trunk Wolfgang Kaufmann                       | Porsche 3.8L Turbo Flat-6 | D     | 102           |
| 7      | GT        | 22 | Wieth Racing                  | Niko Wieth Franz Wieth                                | Porsche 911 GT2           | D     | 102           |
| 7      | GT        | 22 | Wieth Racing                  | Niko Wieth Franz Wieth                                | Porsche 3.8L Turbo Flat-6 | D     | 102           |
| 8      | N-GT      | 52 | Larbre Compétition Chéreau    | Christophe Bouchut Patrice Goueslard                  | Porsche 911 GT3-R         | M     | 102           |
| 8      | N-GT      | 52 | Larbre Compétition Chéreau    | Christophe Bouchut Patrice Goueslard                  | Porsche 3.6L Flat-6       | M     | 102           |
| 9      | N-GT      | 77 | RWS Red Bull Racing           | Luca Riccitelli Dieter Quester                        | Porsche 911 GT3-R         | M     | 102           |
| 9      | N-GT      | 77 | RWS Red Bull Racing           | Luca Riccitelli Dieter Quester                        | Porsche 3.6L Flat-6       | M     | 102           |
| 10     | N-GT      | 50 | Pennzoil Quaker State G-Force | Nigel Smith Magnus Wallinder                          | Porsche 911 GT3-R         | D     | 101           |
| 10     | N-GT      | 50 | Pennzoil Quaker State G-Force | Nigel Smith Magnus Wallinder                          | Porsche 3.6L Flat-6       | D     | 101           |
| 11     | GT        | 27 | Autorlando                    | Marco Spinelli Gabriele Sabatini Fabio Villa          | Porsche 911 GT2           | P     | 100           |
| 11     | GT        | 27 | Autorlando                    | Marco Spinelli Gabriele Sabatini Fabio Villa          | Porsche 3.8L Turbo Flat-6 | P     | 100           |
| 12     | N-GT      | 64 | Perspective Racing            | Thierry Perrier Jean-Paul Richard Michel Neugarten    | Porsche 911 GT3-R         | P     | 100           |
| 12     | N-GT      | 64 | Perspective Racing            | Thierry Perrier Jean-Paul Richard Michel Neugarten    | Porsche 3.6L Flat-6       | P     | 100           |
| 13     | N-GT      | 79 | RWS Red Bull Racing           | Bob Wollek Hans-Jörg Hofer                            | Porsche 911 GT3-R         | M     | 100           |
| 13     | N-GT      | 79 | RWS Red Bull Racing           | Bob Wollek Hans-Jörg Hofer                            | Porsche 3.6L Flat-6       | M     | 100           |
| 14     | N-GT      | 60 | Haberthur Racing              | Michel Ligonnet Jean-Charles Cartier                  | Porsche 911 GT3-R         | D     | 100           |
| 14     | N-GT      | 60 | Haberthur Racing              | Michel Ligonnet Jean-Charles Cartier                  | Porsche 3.6L Flat-6       | D     | 100           |
| 15     | N-GT      | 55 | ART Engineering               | Franco Bertoli Paolo Rapetti                          | Porsche 911 GT3-R         | P     | 99            |
| 15     | N-GT      | 55 | ART Engineering               | Franco Bertoli Paolo Rapetti                          | Porsche 3.6L Flat-6       | P     | 99            |
| 16     | N-GT      | 57 | ART Engineering               | Fabio Mancini Gianni Collini                          | Porsche 911 GT3-R         | P     | 99            |
| 16     | N-GT      | 57 | ART Engineering               | Fabio Mancini Gianni Collini                          | Porsche 3.6L Flat-6       | P     | 99            |
| 17     | N-GT      | 53 | Larbre Compétition Chéreau    | Ferdinand de Lesseps Jean-Luc Chéreau André Ahrlé     | Porsche 911 GT3-R         | M     | 98            |
| 17     | N-GT      | 53 | Larbre Compétition Chéreau    | Ferdinand de Lesseps Jean-Luc Chéreau André Ahrlé     | Porsche 3.6L Flat-6       | M     | 98            |
| 18     | N-GT      | 71 | JMB Competition               | Philippe Alliot Peter Kutemann                        | Ferrari 360 Modena N-GT   | P     | 96            |
| 18     | N-GT      | 71 | JMB Competition               | Philippe Alliot Peter Kutemann                        | Ferrari 3.6L V8           | P     | 96            |
| 19     | GT        | 36 | Estoril Racing                | Michel Monteiro Manuel Monteiro                       | Porsche 911 GT2           | D     | 95            |
| 19     | GT        | 36 | Estoril Racing                | Michel Monteiro Manuel Monteiro                       | Porsche 3.8L Turbo Flat-6 | D     | 95            |
| 20     | N-GT      | 70 | JMB Competition               | Batti Pregliasco Christian Pescatori Marco Lambertini | Ferrari 360 Modena N-GT   | P     | 94            |
| 20     | N-GT      | 70 | JMB Competition               | Batti Pregliasco Christian Pescatori Marco Lambertini | Ferrari 3.6L V8           | P     | 94            |
| 21 DNF | GT        | 4  | Freisinger Motorsport         | Ernst Palmberger Yukihiro Hane                        | Porsche 911 GT2           | D     | 95            |
| 21 DNF | GT        | 4  | Freisinger Motorsport         | Ernst Palmberger Yukihiro Hane                        | Porsche 3.8L Turbo Flat-6 | D     | 95            |
| 22 DNF | GT        | 39 | Carsport Holland              | David Hart Peter Kox                                  | Chrysler Viper GTS-R      | M     | 67            |
| 22 DNF | GT        | 39 | Carsport Holland              | David Hart Peter Kox                                  | Chrysler 8.0L V10         | M     | 67            |
| 23 DNF | GT        | 21 | Racing Box                    | Luca Cappellari Angelo Zadra Gabriele Matteuzzi       | Chrysler Viper GTS-R      | D     | 65            |
| 23 DNF | GT        | 21 | Racing Box                    | Luca Cappellari Angelo Zadra Gabriele Matteuzzi       | Chrysler 8.0L V10         | D     | 65            |
| 24 DNF | N-GT      | 58 | Freisinger Motorsport         | Nikolai Fomenko Alexey Vasilyev                       | Porsche 911 GT3-R         | D     | 64            |
| 24 DNF | N-GT      | 58 | Freisinger Motorsport         | Nikolai Fomenko Alexey Vasilyev                       | Porsche 3.6L Flat-6       | D     | 64            |
| 25 DNF | N-GT      | 56 | EMKA GTC                      | Steve O'Rourke Tim Sugden                             | Porsche 911 GT3-R         | P     | 48            |
| 25 DNF | N-GT      | 56 | EMKA GTC                      | Steve O'Rourke Tim Sugden                             | Porsche 3.6L Flat-6       | P     | 48            |
| 26 DNF | N-GT      | 51 | Pennzoil Quaker State G-Force | Richard Nearn Geoff Lister                            | Porsche 911 GT3-R         | D     | 37            |
| 26 DNF | N-GT      | 51 | Pennzoil Quaker State G-Force | Richard Nearn Geoff Lister                            | Porsche 3.6L Flat-6       | D     | 37            |
| 27 DNF | GT        | 7  | Proton Competition            | Gerold Ried Christian Ried                            | Porsche 911 GT2           | Y     | 16            |
| 27 DNF | GT        | 7  | Proton Competition            | Gerold Ried Christian Ried                            | Porsche 3.6L Turbo Flat-6 | Y     | 16            |
| 28 DNF | GT        | 38 | Rupert Atzberger              | Rupert Atzberger Siegfried Kaser                      | Porsche 911 GT2           | ?     | 2             |
| 28 DNF | GT        | 38 | Rupert Atzberger              | Rupert Atzberger Siegfried Kaser                      | Porsche 3.8L Turbo Flat-6 | ?     | 2             |
| 29 DNF | GT        | 12 | Paul Belmondo Racing          | Boris Derichebourg Vincent Vosse                      | Chrysler Viper GTS-R      | D     | 0             |
| 29 DNF | GT        | 12 | Paul Belmondo Racing          | Boris Derichebourg Vincent Vosse                      | Chrysler 8.0L V10         | D     | 0             |
| 30 DNF | GT        | 16 | First Racing                  | Fabien Giroix Jean-Denis Delétraz                     | Ferrari 550 Maranello     | D     | 0             |
| 30 DNF | GT        | 16 | First Racing                  | Fabien Giroix Jean-Denis Delétraz                     | Ferrari 6.0L V12          | D     | 0             |
| DNS    | GT        | 8  | Haberthur Racing              | Patrick Vuillaume Mauro Casadei                       | Porsche 911 GT2           | D     | –             |
| DNS    | GT        | 8  | Haberthur Racing              | Patrick Vuillaume Mauro Casadei                       | Porsche 3.8L Turbo Flat-6 | D     | –             |